# ヨーゼフ・ヴェルフル

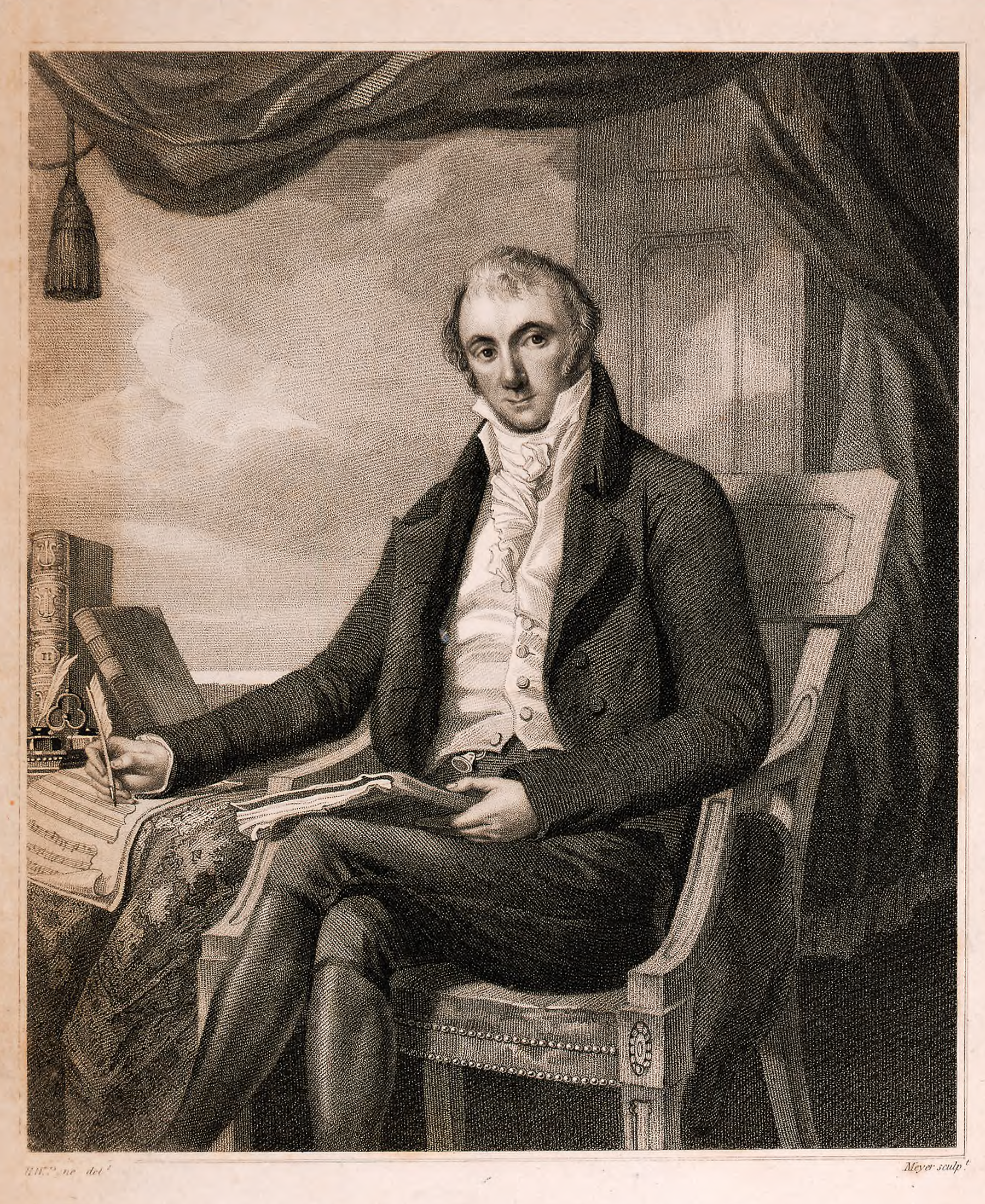
ヴェルフル 1811年頃

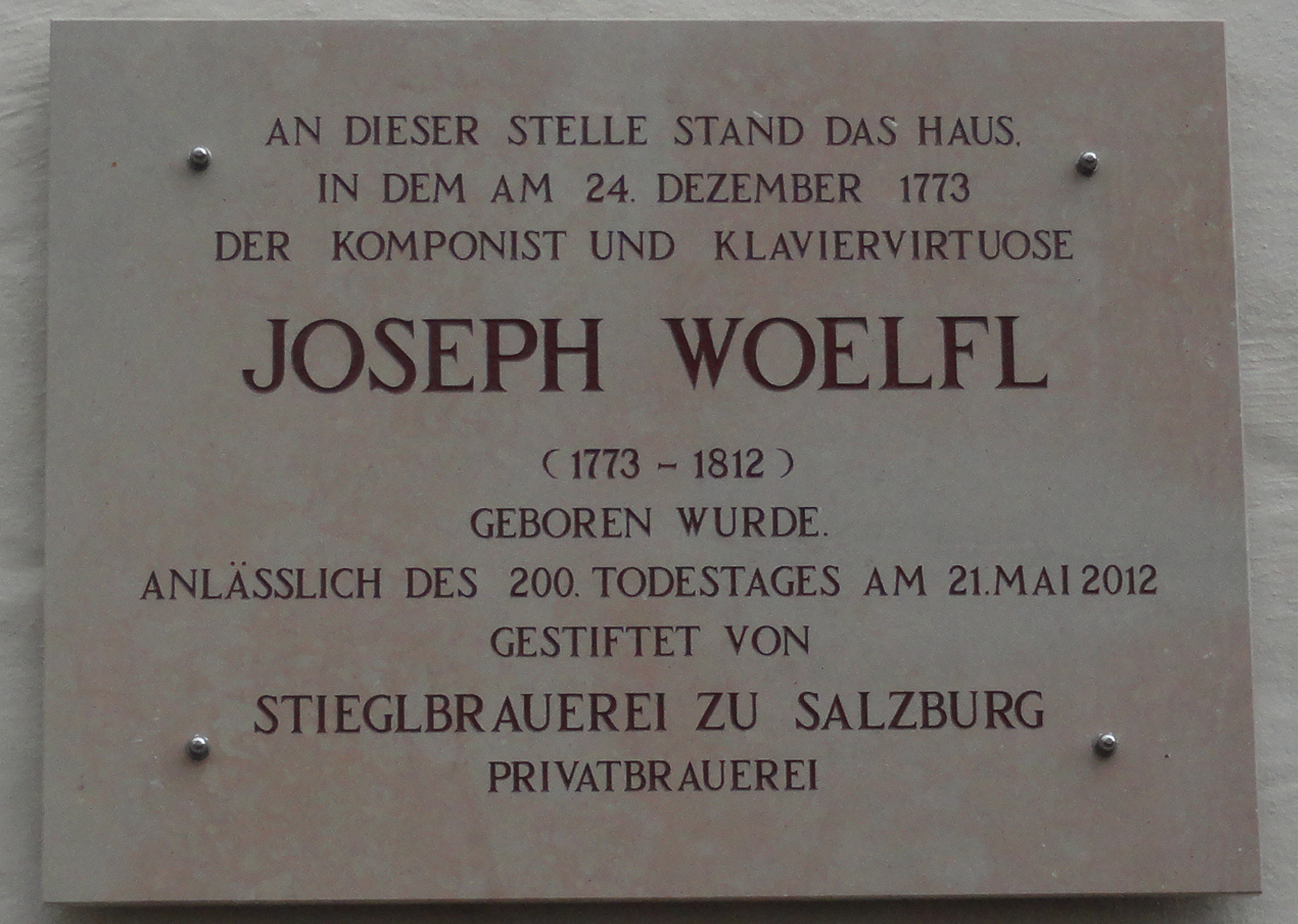
2012年にオーストリアのビール会社がヴェルフルの生地に掲げた銘板

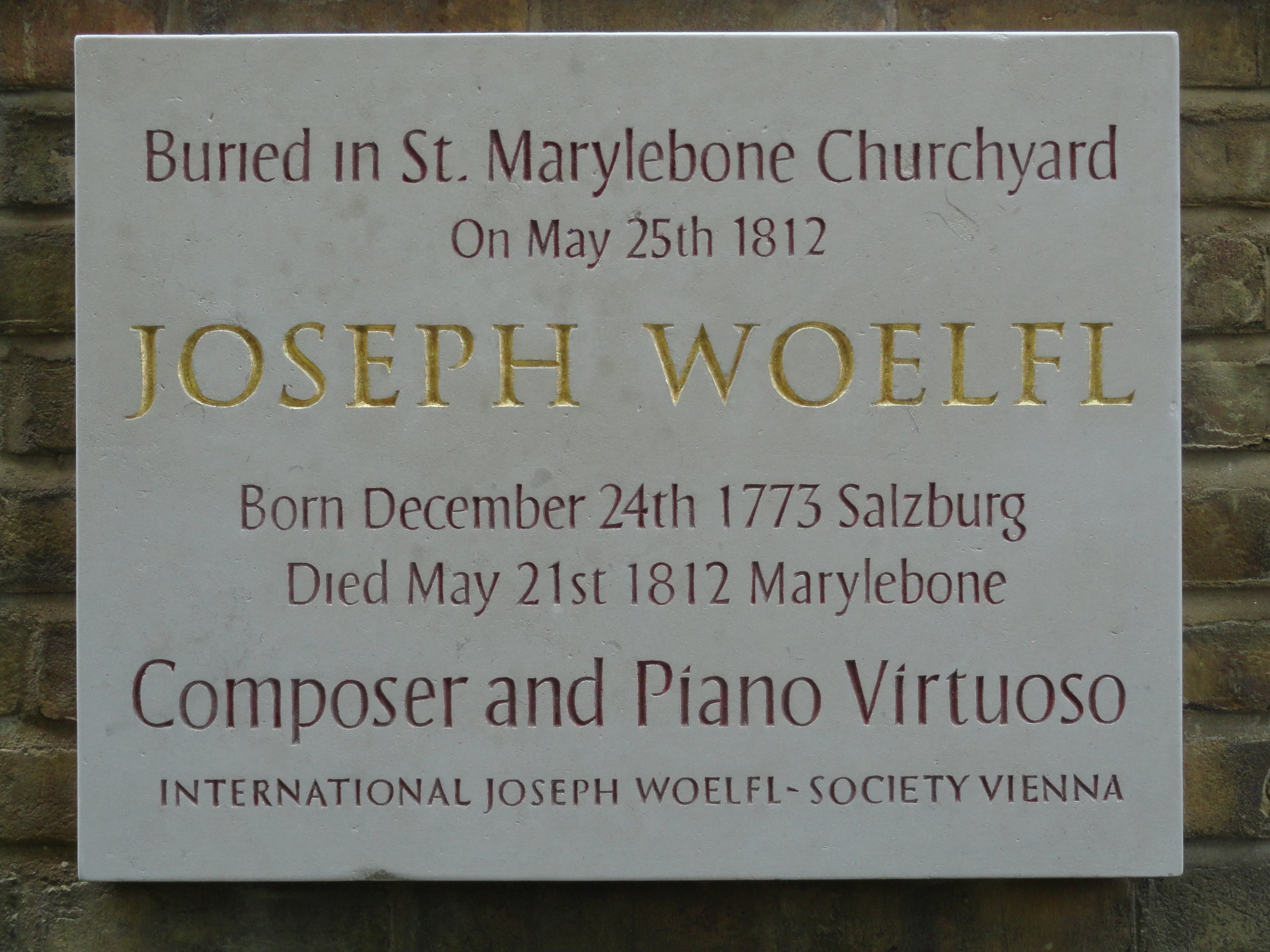
ヴェルフルが没したマリバンに2012年に掲げられた銘板

ヨーゼフ・ヨハン・バプティスト・ヴェルフル（Joseph Johann Baptist Wölfl, 1773年12月24日 - 1812年5月21日）は、オーストリアのピアニスト、作曲家。

## 生涯
ヴェルフルはザルツブルクに生まれた。同地ではレオポルト・モーツァルトとミヒャエル・ハイドンの下で音楽を学んだ。彼は7歳の時、ヴァイオリンの演奏によって初めて公の舞台に立った。1790年にウィーンに移るとヴォルフガング・アマデウス・モーツァルトを訪問しており、モーツァルトからいくらか指導を受けたものと考えられる。1795年にはこの町で、第1作となるオペラ「Der Höllenberg」を上演した。
ヴェルフルは非常な長身で（180cmを超えていた）、長い指に恵まれていた。鍵盤上の広い音域を掴むことができたことで、ヴェルフルは特に即興演奏に優れた技能を有していた。1798年に、ライバル関係にあったベートーヴェンにOp.6のソナタを献呈している。しかし、ベートーヴェンは1799年にヴェッツラー（Wetzlar）伯爵邸で行われたピアノの「決闘」においてヴェルフルを打ち負かし、それ以降ヴェルフルの人気は翳りを見せることになる。ヴェルフェルは1801年から1805年までをパリで過ごした後にロンドンへと赴き、1805年5月27日に最初の演奏会を開いた。ここでは大成功とはいかないまでも、商業的には成功することができた。ヴェルフェルは1808年にピアノソナタ Op.41を出版した。技巧的難渋さのために、ヴェルフェルは当初この曲を「過酷過ぎない Non Plus Ultra」と名付けていたが、ドゥシークが「パリへの帰還 Le Retour à Paris」という題のソナタで挑んできたのに応じ、自らの曲を「過酷な曲 Plus Ultra」と改題し、皮肉を込めて「過酷過ぎない曲」へ献呈した。ヴェルフルはジョージ・フレデリック・ピントの未完のソナタを補筆完成させ、出版にこぎつけている。
ヴェルフルは1812年、ロンドンの大マリバン通りで生涯を閉じた。
ヴェルフルの楽曲は、長らく演奏会に取り上げられなくなっていた。しかし、2003年にピアノソナタ選集（Op.25とOp.33）が録音された。また、2006年にはピアノ協奏曲第1番、第5番、第6番と第4番から1つの楽章が録音されている。ヴェルフルのピアノ協奏曲は、このジャンルを開拓したモーツァルトの作品に非常に似通っているが、モーツァルトの死後にピアノの音域が拡大されたことを反映して使われている広い音の幅によって聞き分けることが可能である。

## 主要作品

### 歌劇
- Der Höllenberg （フライハウス劇場、1795年） エマヌエル・シカネーダーの台本
- Das schöne Milchmädchen, oder Der Guckkasten （1797年）
- Der Kopf ohne Mann （1798年）
- Liebe macht kurzen Prozess, oder Heirat auf gewisse Art （1798年）
- Das trojanische Pferd （1799年）
- L'Amour romanesque （1804年）
- Fernando, ou Les maures （1805年）

### 交響曲
- 交響曲 ト短調 Op.40 【ルイジ・ケルビーニへ献呈[3]】
- 交響曲 ハ長調 Op.41 【ヨハン・ペーター・ザーロモンへ献呈[3]】
- 3つの大交響曲集が1825年頃に出版されている[注 2]

### 協奏曲
- ピアノ協奏曲第1番 ト長調 Op.20 （1802年-1803年頃）
- ピアノ協奏曲第2番 Op.26
- ピアノ協奏曲第3番 ヘ長調 Op.32
- ピアノ協奏曲第4番 ト長調 Op.36 「The Calm」 （1808年）
- ピアノ協奏曲第5番 ハ長調 Op.43 「Grand Military Concerto」 （1799年?）
- ピアノ協奏曲第6番 ニ長調 Op.49 「The Cuckoo」 （1811年出版）

### 室内楽

#### 弦楽四重奏曲
- 3つの弦楽四重奏曲 Op.30〔変ホ長調／ハ長調／ニ長調〕 【Bassi Guaitaに献呈】
- 6つの弦楽四重奏曲 Op.51 （ロンドンのLavenuから出版[4]）

#### 三重奏曲
- 3つの三重奏曲 Op.23（ピアノ、ヴァイオリン、チェロのための）〔ニ長調／ホ長調／ハ短調〕

#### 二重奏曲
- ピアノとハープのための大二重奏曲 ヘ長調 Op.29
- ピアノとチェロのための大二重奏曲 ニ短調 Op.31 【ホランダー婦人に献呈】
- ピアノとハープ（もしくは2台ピアノ）のための大二重奏曲 変ロ長調 Op.37
- ピアノとハープ（もしくは2台ピアノ）のための二重奏曲 変ホ長調 Op.44

### 器楽曲
- 3つのピアノソナタ Op.6〔イ短調／ニ短調／イ長調〕【ベートーヴェンに献呈】
- 3つのピアノソナタ Op.15〔変ホ長調／変ロ長調／ホ長調〕
- ピアノソナタ ハ短調 Op.25
- ピアノソナタ ニ短調 Op.27
- 3つのピアノソナタ Op.28〔ト長調／ニ長調／ロ短調〕
- 3つのピアノソナタ Op.33〔ハ長調／ニ短調／ホ長調〕
- 3つのピアノソナタ Op.54〔ト長調／イ短調／ニ長調〕
- 大ソナタ ハ短調 （WoO.113b）